# Cerastium alpinum
Céraiste des Alpes
Espèce
Classification phylogénétique
Le Céraiste des Alpes (Cerastium alpinum) est une petite plante vivace herbacée du genre Cerastium et de la famille des Caryophyllaceae. Elle est typique des hautes montagnes siliceuses et des régions septentrionales de l'hémisphère nord.

## Étymologie
Le nom de genre Cerastium provient du grec : kèras (= corne), probable référence à la forme des fruits du genre. Il a ensuite été latinisé par le botaniste allemand Johann Jacob Dillenius (1684-1747) puis, finalement pris en charge par Carl von Linné en 1753. Le nom d'espèce alpinum se réfère à son biotope. Les Britanniques nomment cette plante alpine « oreille de souris », tandis que les Italiens l'appellent « Peverina alpina », et les Allemands « Alpen-Hornkraut ».

## Description

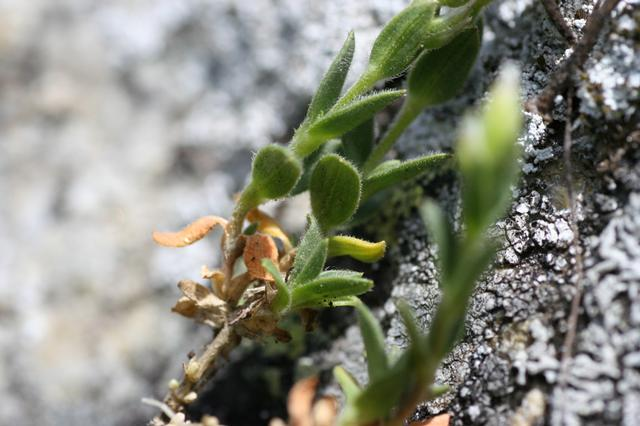
Cerastium alpinum, poils flexueux et laineux

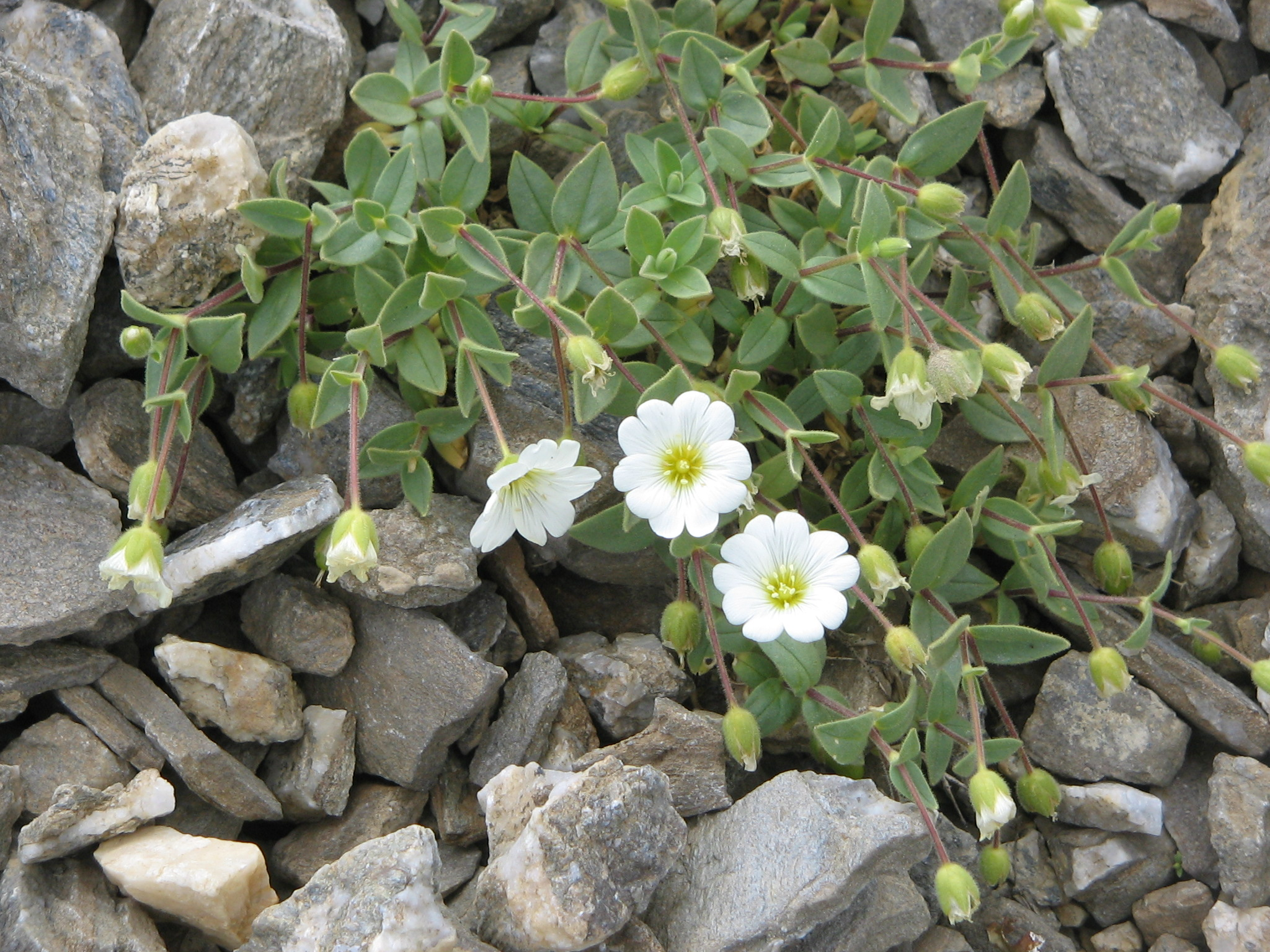
Cerastium alpinum

Plante vivace gazonnante, Cerastium alpinum est couverte de poils blancs flexueux-laineux. Sa souche est rampante et ses tiges de 10-20 cm sont ascendantes. Ses feuilles obovales ou oblongue-lancéolées. Ses fleurs grandes, solitaires ou groupées de 2 à 5 sont positionnées à la cyme. Les pédicelles fructifères sont très étalés, plus longs que le calice. Les bractées inférieures sont herbacées, les supérieures étroitement scarieuses. Les sépales sont ovales-lancéolés et les pétales obovales en coin, bifides, à lobes étroits, dressés pendant la floraison et 1 à 2 fois plus longs que les sépales. Le fruit est une capsule grosse, cylindrique, courbée au sommet et 1 fois plus longue que le calice. Sa pollinisation est entomophile et se fait plus particulièrement par des diptères.
Elle se différencie de ses congénères du genre Cerastium par son côté vivace, par ses pétales à lobes étroits dépassant le calice, par ses pédicelles fructifères très étalés ainsi que par ses poils flexueux et laineux.

## Écologie
Cerastium alpinum est une circumboréale (régions arctique, subalpine et alpine). Elle est présente en Europe occidentale, centrale et arctique, ainsi qu'en Asie et Amérique boréales. En France, elle est présente dans les Alpes de la Savoie et du Dauphiné, en Auvergne et dans toute la chaîne des Pyrénées.
Cerastium alpinum affectionne les alpages et les falaises toujours sur substrat acide à faiblement acide, composé de peu d'éléments nutritifs et dans un climat à faible taux d'humidité. Elle appartient à la communauté végétale (classe) rupestris - Kobresietea Bellardi, faisant partie des « prairies sous-alpines et à dominante hémicryptophyte »,.

## Culture
Zones de rusticité :	2-8
Exposition :	au soleil de préférence 
Sol :	graveleux, sec, bien drainé
Multiplication :	germe facilement à la température de la pièce, ou germe en 10 jours à 20 °C après une période de stratification de 6 semaines à -4 °C 
Usages :	jardin alpin, auge, rocaille, muret, substitut de pelouse

## Protection
Ce taxon est considéré comme rare et est protégé en région Provence-Alpes-Côte d'Azur. Étant plus abondant au Québec, cette plante n'est pas sur la liste des plantes susceptibles ou menacées.